# Szapalulme
Szapalulme az alalah–ugariti királyság, azaz Hattina, asszírul Unki uralkodója. Neve asszír forrásokból ismert, lehetséges, hogy Szuppiluliumasz volt az eredeti alakja. Egyiptomi szövegekben talán Szaplil. Nem ismert, hogy milyen kapcsolatban áll elődjével és utódjával.
Szapalulme III. Sulmánu-asarídu kortársa, az ő felirataiból ismert, mivel győzelmi sztéléje leírja nyugati hadjáratát. Ennek során Szamalt célozta meg Gurgumon keresztül. Sulmánu-asarídu azt is közli, hogy Szangarasz, Kargamis ura, és Ahuni, Adini fia (azaz Bít-Adini királya) is Hattina szövetségese, akik a Saluara (ma Karasu) folyó mellett álltak ki ellene. Céljuk nemcsak Hajja, a szamali király védelme volt, hanem az asszír nyugati terjeszkedés megakadályozása.
Az asszír király évkönyveiben azt állítja, hogy hatalmas győzelmet aratott, a környék árkait holttestekkel töltötte fel, és a teljes síkság vérvörös lett a vértől. Ennek ellenére az Orontészen átkelve beleütközött Alimus erődítményébe, és benne újra Szapalulme királyba. Bár az évkönyv szövege szerint Szapalulme menekülve érkezett ide, mégis még nagyobb haderő várta itt, mint a Saluara mellett. Nemcsak Adini fia, Ahuni, Szamal királya Hajja és a kargamisi Szangarasz, hanem a kúebeli Kate, a hilakkui Pihirim, a buri Anate Jaszbuk és az agúsibeli Adanu (Arame testvére?) királyok is felsorakoztak. A csata eredményéről Sulmánu-asarídu csak annyit közöl, hogy 700 ellenséges katonát öltek meg, valamint számos harci szekeret és lovat zsákmányolt. A várost ugyanis nem foglalta el.
Ez a hadjárat i. e. 858-ban történt, és a következő évről szóló tudósításokban már Halparunta (Qalparunda) Hattina ura. Nem ismert, mit történt Szapalulme királlyal, talán pestisjárvány áldozata lett.

## Külső hivatkozások
- Sulmánu-asarídu győzelmi sztéléjének feliratai (angol nyelven)
- asszír dokumentumok (angol nyelven)
- Hittite Art[halott link] (angol nyelven)